# Ismail Abdullatif
Ismail Abdul-Latif (arabski: إسماعيل عبد اللطيف,ur. 11 września 1986) – piłkarz bahrajński grający na pozycji napastnika.

## Kariera klubowa
Karierę piłkarską Abd al-Latif rozpoczął w klubie Al Hala SC. W 2004 zadebiutował w jego barwach w bahrajńskiej Premier League. Grał w nim przez trzy sezony, czyli do lata 2007. Wtedy też odszedł do kuwejckiego Al-Arabi. W 2008 zdobył z nim Superpuchar Kuwejtu i Puchar Emira Kuwejtu. Na początku 2009 wrócił do Bahrajnu, do Al Hali, a latem tamtego roku przeszedł do Riffa Club.

## Kariera reprezentacyjna
W reprezentacji Bahrajnu Abd al-Latif zadebiutował w 2006. W tym samym roku został powołany przez selekcjonera Milana Máčalę do kadry na Puchar Azji 2007. Tam rozegrał 2 spotkania: z Koreą Południową (2:1 i gol w 85. minucie) oraz z Arabią Saudyjską (0:4).